# Davor Škrlec
Davor Škrlec, né le 1er janvier 1963 à Vinkovci, est un homme politique croate.
Député européen, il quitte le parti Développement durable croate en avril 2016.